# Cuark fondo
El cuark fondo o cuark inferior (o cuark b del inglés "bottom quark") es una partícula elemental que pertenece a la tercera generación de cuarks. Tiene una carga eléctrica igual a −⅓ de la carga elemental y un spin de ½, con lo cual es un fermión y cumple el principio de exclusión de Pauli. Como los demás cuarks, el cuark fondo tiene carga de color, y el anticuark fondo tiene carga de anticolor; sienten la interacción fuerte.
Es el segundo cuark más masivo del modelo estándar, con una masa de unas cuatro veces la del protón. Esto le da un comportamiento peculiar dentro de la cromodinámica cuántica, que lo hace más fácil de detectar y medir sus propiedades experimentalmente, sobre todo en los mesones que forma. También es relativamente fácil de experimentar con él debido a que casi siempre aparece en las desintegraciones del cuark cima, y con bastante frecuencia en la desintegración del bosón de Higgs, si es lo suficientemente ligero.
Fue descubierto en el Fermilab (Chicago), en 1977 y posteriormente confirmado en DORIS (Hamburgo). En el descubrimiento, los científicos quisieron llamarlo "cuark belleza" (Beauty), pero al final se quedó en fondo (Bottom). El hallazgo no resultó inesperado ya que en 1975 se había descubierto la partícula tau por lo que se pensó que si había tres familias de leptones debería haber también tres generaciones de cuarks.
El cuark fondo debe de tener una vida media corta, como los leptones de la tercera generación. La única evidencia es que forma hadrones que se desintegran pronto, pero la vida media del propio cuark es muy difícil de medir debido a que se encuentra confinado (Confinamiento del color) .
Este cuark dota a los hadrones que forma con un número cuántico llamado 'inferioridad' (traducción de "bottomness"), que se define como el número de anticuarks fondo menos el número de cuarks fondo que lo forman.

## Nombre e historia
El quark bottom  fue descrito teóricamente por primera vez en 1973 por los físicos Makoto Kobayashi y Toshihide Maskawa para explicar la violación CP. El nombre "fondo" fue introducido en 1975 por Haim Harari.
El cuark fondo fue descubierto en 1977 por el  Experimento E288 del Fermilab, un equipo dirigido por Leon M. Lederman, cuando las colisiones produjeron bottomonio. Kobayashi y Maskawa ganaron el Premio Nobel de Física de 2008 por su explicación de la violación CP. El texto del otorgamiento del Premio Nobel dice que se les otorgó «Por el descubrimiento del origen del problema de simetría rota, que predice la existencia de, al menos, tres familias de cuarks en la naturaleza».
Aunque a veces se utiliza el nombre de "belleza", "bottom" se convirtió en el uso predominante por analogía de "top" y "bottom" con "up" y "down". El nombre poético "belleza" se abandonó por un nombre más sistemático.

## Características distintivas
La masa "desnuda" del cuark fondo es de aproximadamente 4.18 GeV/c2  – un poco más de cuatro veces la masa de un protón, y muchos órdenes de magnitud mayor que los cuarks "livianos" comunes. El cuark fondo es el segundo cuark más pesado, sólo superado por el Cuark cima (o top).
Es un cuark de tercera generación con una carga eléctrica de -⅓ e.
La antipartícula del cuark fondo es el anticuark fondo, de carga eléctrica ⅓ e. 
Aunque casi exclusivamente transita entre o hacia un cuark cima, el cuark fondo puede decaer en un cuark arriba o en un cuark encantado a través de la interacción débil. Los elementos de la matriz CKM Vub y Vcb especifican las tasas de estos decaimientos, siendo ambos procesos suprimidos, lo que hace que las vidas medias de la mayoría de las partículas bottom (~10−12 s) sean algo más largas que las de las partículas encantadas (~10−13 s), pero más cortas que las de las partículas extrañas (desde ~10−10 hasta ~10−8 s).
La combinación de una alta masa y una baja tasa de transición da como resultado que los productos de colisión experimentales que contienen un cuark fondo tengan una firma distintiva que hace que sean relativamente fáciles de identificar utilizando una técnica llamada "b-tagging". Por esta razón, los mesónes que contienen el cuark fondo tienen una vida excepcionalmente larga para su masa, y son las partículas más fáciles de usar para investigar la violación de CP. Este tipo de experimentos se están llevando a cabo en los experimentos BaBar, Belle y LHCb.

### Desintegración
Como se ha indicado ms arriba; la desintegración del cuark fondo se estudia a través de la de un hadrón que lo contiene, en particular el mesón B. La teoría predice y en la práctica se observan diferentes modos de desintegración, en particular la desintegración en un quark ligero, un leptón cargado y su neutrino, y la desintegración en un quark ligero, un leptón cargado y su antipartícula. En algunos casos, estos dos modos no parecen comportarse como predice el modelo estándar: el primero cuando se emite un leptón tau, y el segundo cuando se emite un par muón-antimuón.

## Hadrones que contienen cuarks fondo
Todos los tipos de mesones B, cargados y neutros, están formados por un cuark fondo (o el anticuark) y un cuark arriba o abajo. Los mesones B encantados{\displaystyle (\mathrm {B_{c}^{+}} )} y extraños{\displaystyle (\mathrm {B_{s}^{0}} )} están formados por el cuark fondo y un cuark encantado o extraño respectivamente.
El mesón úpsilon, también conocido como 'fondonio' (traducción de 'bottomonium'), está formado por el cuark y el anticuark fondo. Véase también Quarkonio.
El único barión conocido con un cuark fondo es el lambda neutro inferior{\displaystyle (\mathrm {\Lambda _{b}^{0}} )}.